# Cercocebus atys
Cercocebus atys är en primat i släktet Cercocebus och i familjen markattartade apor som förekommer i västra Afrika.

## Utseende
Arten har en grå päls på ryggen och en ljusgrå till vit päls på buken och vid kinderna. Även huden i ansiktet som saknar hår är grå eller något köttfärgad. Den genomsnittliga vikten ligger vid 8,5 kg. Vissa hannar blir 11 kg tung.
Kroppslängden (huvud och bål) är för hannar omkring 58 cm och därtill kommer en cirka 60 cm lång svans. Honor blir utan svans 47 till 52 cm långa och svanslängden är 52 till 64 cm. Huvudet kännetecknas dessutom av svartgråa öron, vitaktiga ögonlock och olivgrön regnbågshinna. Hos Cercocebus atys har hannar en rosa scrotum och huden kring honornas yttre könsdelar är rosa till röd.

## Utbredning
Denna primat förekommer med flera från varandra skilda populationer ifrån sydvästra Senegal till sydvästra Burkina Faso och centrala Ghana. I bergstrakter når den 1000 meter över havet eller något högre. Habitatet utgörs av fuktiga skogar som galleriskog eller mangrove. Cercocebus atys uppsöker även savanner med glest fördelade trädgrupper.

## Ekologi
Individerna vistas främst på marken och ibland klättrar de i växtligheten. Hannar och honor bildar flockar med upp till 100 medlemmar. De äter huvudsakligen frukter, nötter och frön samt några ryggradslösa djur. Honor föder endast en unge per kull och hannar lämnar sin ursprungliga flock när de blir könsmogna.
Denna primat är främst dagaktiv. Den har olika läten för kommunikationen och olika varningsskrik för olika fiender som ormar (bland annat Gabonhuggorm), rovlevande fåglar och leopard. Ibland faller arten offer för schimpansen. Flockens revir är i Taï nationalpark vanligtvis 5 km² stort och större grupper kan ha ett 8 km² stort revir. Cercocebus atys accepterar ofta andra primater i territoriet som är mer specialiserade på ett liv i träd.
I södra Elfenbenskusten sker parningen mellan juni och oktober och ungarna föds mellan oktober och mars efter ungefär 175 dagar dräktighet. Allmänt har honor vartannat år en kull. Honor har huvudansvaret för ungarnas uppfostring men ibland syns hannar som bär en unge. Könsmognaden infaller för honor efter 3 år och för hannar efter ungefär 7 år. Exemplar i fångenskap blev upp till 18 år gamla.

## Cercocebus atysoch människor
Arten jagas i några delar av utbredningsområdet för köttets skull. Ett större hot utgörs av skogsavverkningar och intensiv skogsbruk. IUCN uppskattar att hela populationen minskade med 20 till 25 procent under de gångna 27 åren (räknad från 2016) och listar Cercocebus atys som nära hotad (NT). För att skydda artens bestånd finns Taï nationalpark, Sapo nationalpark och andra skyddszoner samt avelsprogram i djurparker.
Flera exemplar av denna primat är infekterade med HIV-2 som har mindre virulens för människor än HIV-1. Trots allt antas förtäringen av kött från Cercocebus atys vara delaktig vid överföringen av viruset till människor.